# Мукаево
Мукаево (баш. Мөкәй) — деревня в Кармаскалинском районе Республики Башкортостан Российской Федерации. Входит в состав Новокиешкинского сельсовета.

## География

### Географическое положение
Расстояние до:
- районного центра (Кармаскалы): 12 км,
- центра сельсовета (Новые Киешки): 10 км,
- ближайшей ж/д станции (Тазларово): 8 км

## Население
| 2002 | 2009 | 2010 |
| ---- | ---- | ---- |
| 356  | ↘321 | ↘259 |

Национальный состав
Согласно переписи 2002 года, преобладающая национальность — башкиры (96 %).

## Религия
В деревне есть мечеть.